# Trimetilfosfina
La trimetilfosfina es el compuesto organofosforado con la fórmula P(CH3)3, comúnmente abreviado como PMe3. Este líquido incoloro tiene un olor muy desagradable, característico de las alquilfosfinas. El compuesto es un ligando común en la química de coordinación.

## Estructura y enlace
Es una molécula piramidal con una simetría tipo C3v. El ángulo de enlace C–P–C es de aproximadamente 98,6°.
El ángulo de enlace C-P-C es consistente con la noción de que el fósforo usa predominantemente los orbitales 3p para formar enlaces y que hay poca hibridación sp del átomo de fósforo. Este último es una característica común de la química del fósforo. Como resultado, el par solitario de la trimetilfosfina tiene predominantemente carácter s como es el caso de la fosfina, PH3.

## Síntesis
La PMe3 se puede preparar mediante el tratamiento de fosfito de trifenilo con cloruro de metilmagnesio:
{\displaystyle {\rm {3\ CH_{3}MgCl+P(OC_{6}H_{5})_{3}\rightarrow P(CH_{3})_{3}+3\ C_{6}H_{5}OMgCl}}}
La síntesis se realiza en dibutil éter, del que se puede destilar la PMe3 más volátil.

## Uso en química de coordinación
La trimetilfosfina es un ligando muy básico que forma complejos con la mayoría de los metales. Como ligando, el ángulo de Tolman de la trimetilfosfina es de 118°. Este ángulo es una indicación de la cantidad de protección estérica que este ligando proporciona al metal al que está unido.
Al ser una fosfina relativamente compacta, varias pueden unirse a un mismo metal de transición, como lo ilustra la existencia del complejo tetrakis(trietilfosfina)platino(0), Pt(PEt3)4. Su complejo con yoduro de plata, AgI(PMe3) es un sólido estable al aire que libera PMe3 al calentarse.

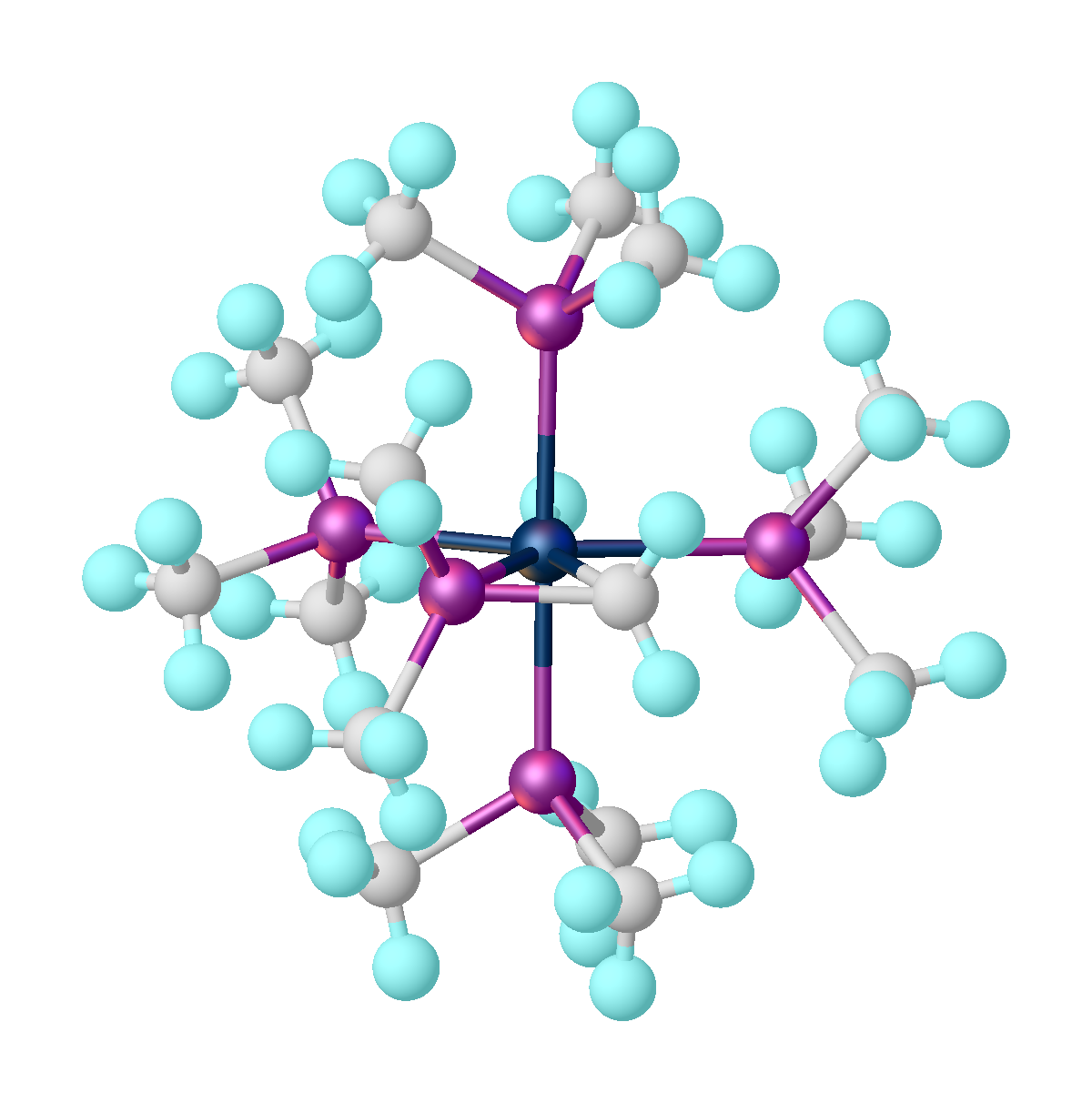
Estructura de HW(PMe_{3})_{4}(Me_{2}PCH_{2}), "W(PMe_{3})_{5}".

También se utiliza como ligando en algunas reacciones orgánicas, como la reacción de Mitsunobu.